# Märkische Heide (canción)
Märkische Heide, también conocida como Märkische Heide, Märkischer Sand, es una canción tradicional alemana compuesta en 1923 por Gustav Büchsenschütz. Es el himno estatal no oficial del estado de Brandeburgo.

## Historia
Según propias palabras de su compositor Gustav Büchsenschütz (1902-1996), la canción se interpretó por primera vez el día de la Ascensión el 10 de mayo de 1923, escrito y compuesto por él mismo. La idea de la canción se le ocurrió mientras era miembro del movimiento Wandervogel durante una noche en el albergue juvenil de Neu-Vehlefanz.

## Uso en la Alemania nazi
En la década de 1930 después de que Adolf Hitler llegara al poder, el compositor alemán Paul Lincke haría algunos arreglos en la canción dándole una melodía y ritmo mas parecido al de una marcha militar. Esta nueva versión marcha militar fue interpretada por bandas militares y coros de las SA y también por bandas y coros de la Leibstandarte SS "Adolf Hitler". Estas nuevas versiones se incluyeron en varios Discos de 78 RPM publicados en Alemania en los años 30 y 40. Cabe mencionar que en varios de estos discos de 78 RPM comúnmente venia incluida en la cara B del Disco el Himno Nacionalsocialista Horst Wessel.

## Uso después de la Segunda Guerra Mundial
En la RDA, la canción no fue deseada debido a su popularidad en la Alemania nazi, posiblemente también a partir de 1952, porque el Estado de Brandeburgo ya no existía desde la reforma territorial con la abolición de los estados y la creación de distritos.
En la Alemania Occidental la canción Märkische Heide formaba parte de las canciones de la Bundeswehr, existes varias grabaciones de los años 60 de bandas militares y coros de la Bundeswehr interpretando esta canción. También hasta en la actualidad la versión arreglada por Paul Lincke en los años 30 de Märkische Heide sigue siendo interpretada por Bandas de la Bundeswehr en algunos conciertos.
La canción Märkische Heide formó parte del repertorio del cantante de música popular alemán Heino, El primer registro de Heino cantando Märkische Heide es de 1977 de su álbum llamado "Uns Geht Die Sonne Nicht Unter - Heimat- Und Vaterlandslieder", También en 1999 Heino volvería a cantar Märkische Heide en otro álbum llamado "Jahrhundertmärsche & Hymnen".
También existe otra versión de 1990 interpretada por el coro de niños de Schöneberg
En octubre de 1990 se cantó en la sesión constitutiva del primer parlamento estatal de Brandeburgo. La canción también se interpreta en ocasiones oficiales del gobierno del estado de Brandeburgo; para recepciones, pero también para honrar a las personas.
Con la formación del actual estado de Brandeburgo el 3 de octubre de 1990, el Primer Ministro Manfred Stolpe promovió una renovada popularización de la canción, de modo que actualmente se ha convertido en el himno no oficial del estado de Brandeburgo.
Los intentos del SPD (1994) y del DVU (2007) de darle a la canción el estatus de himno nacional oficial fracasaron en el parlamento estatal.

## Controversias
En 2008, sectores de la izquierda volvieron a pedir que se prohibiera la canción. Por ello, el secretario general del SPD de Brandeburgo, Klaus Ness, calificó la exigencia de "exagerada", mientras que el líder del grupo parlamentario de la CDU de Brandeburgo, Thomas Lunacek, señaló que el texto era "políticamente inofensivo". Manfred Stolpe (SPD) y el ministro del Interior, Jörg Schönbohm (CDU), advirtieron contra denigrar la Märkische Heide calificándola de "canción nazi".

## Uso en otros países
El Ejército de Chile interpreta una versión llamada "Mi Fusil y Yo" la cual se suele interpretar muy seguidamente en la Parada Militar. Esta versión utilizada por el Ejército de Chile básicamente es la versión marcha militar arreglada por Paul Lincke pero con una letra totalmente diferente. Se desconoce cómo y cuándo llegó esta marcha a Chile y quien fue el escritor de la letra.

## Literatura
- "Salve, mi tierra de Brandeburgo": el primer ministro defiende de las críticas el himno estatal no oficial . En: Berliner Zeitung, 27. Mayo de 2008.

## Enlaces web
- Letra con melodía (mp3)
- Contribución crítica de la emisora RBB a la canción.